# فرودگاه لیندن
فرودگاه لیندن (به انگلیسی: Linden Airport) یک فرودگاه همگانی با کد یاتا LDJ است که یک باند فرود آسفالت دارد و طول باند آن ۱۲۶۱ متر است. این فرودگاه در کشور ایالات متحده آمریکا قرار دارد و در ارتفاع ۷ متری از سطح دریا واقع شده است.